# Metoda Kaczmarza
Metoda Kaczmarza (lub algorytm Kaczmarza) – iteracyjny algorytm przybliżonego rozwiązywania układów równań liniowych. Po raz pierwszy została odkryta przez polskiego matematyka Stefana Kaczmarza i opublikowana w 1937 roku. Ponownie została odkryta w kontekście rekonstrukcji obrazu przez Richarda Gordona, Roberta Bendera i Gabora Hermana w 1970 r.
Niech {\displaystyle Ax=b} będzie układem równań liniowych, {\displaystyle m} liczbą wierszy {\displaystyle A,} {\displaystyle a_{i}} zaś {\displaystyle i}-tym wierszem macierzy {\displaystyle A,} oraz niech {\displaystyle x^{0}} będzie dowolnym, początkowym przybliżeniem rozwiązania układu {\displaystyle Ax=b.} Dla {\displaystyle k=0,1,\dots } niech:
{\displaystyle x^{k+1}=x^{k}+{\frac {b_{i}-\langle a_{i},x^{k}\rangle }{\|a_{i}\|^{2}}}a_{i}}
gdzie {\displaystyle i=k{\bmod {m}},i=1,2,\dots ,m.}
Jeżeli układ jest niesprzeczny, to tak otrzymany ciąg {\displaystyle (x^{k})} ma granicę, która jest rozwiązaniem wyjściowego układu.
Metoda Kaczmarza znalazła zastosowanie m.in. w tomografii komputerowej oraz cyfrowym przetwarzaniu sygnałów.